# Calanca
Calanca est une commune suisse du canton des Grisons, située dans la région de Moesa.

## Histoire
Le 1er janvier 2015, la commune a été créée à la suite de la fusion des anciennes communes de Arvigo, Braggio, Cauco et Selma.